# Move Like This
Move Like This es el séptimo y último álbum de estudio de la banda estadounidense de new wave, The Cars. Fue lanzado al mercado el 10 de mayo de 2011 por el sello discográfico Hear Music.

## Lista de canciones
Todas las canciones fueron escritas por Ric Ocasek.
1. "Blue Tip" – 3:13
2. "Too Late" – 4:01
3. "Keep On Knocking" – 3:52
4. "Soon" – 4:23
5. "Sad Song" – 3:38
6. "Free" – 3:17
7. "Drag On Forever" – 3:37
8. "Take Another Look" – 4:46
9. "It's Only" – 3:01
10. "Hits Me" – 3:51

## Personal
- Ric Ocasek - Guitarra, teclados y voz.
- Elliot Easton - Guitarra y coros.
- Greg Hawkes - Teclados, bajo, guitarra y coros.
- David Robinson - Batería, percusión y coros.

- Datos: Q1632784